# Baker Island (Maine)
Baker Island ist eine Insel vor der Küste des US-Bundesstaates Maine. 

## Lage
Die 135 Acre (etwa 55 ha) große Insel ist die äußerste der Cranberry Islands, die südöstlich von Mount Desert Island im Eingang zur Frenchman Bay liegen. In ihrer Nähe befinden sich mehrere Klippen und eine Sandbank, so dass die Navigation im Bereich des westlichen Zugangs zur Frenchman Bay durch Seezeichen erleichtert werden muss. Auf der Insel befindet sich seit 1828 ein Leuchtturm, er besitzt die Koordinaten 44°14'28"N und 68°11'56"W.

## Geschichte
Die Insel befand sich seit Beginn des 19. Jahrhunderts in Besitz der Familie Gilley. Aufgrund einer 1827 ergangenen Anweisung des Präsidenten John Quincy Adams begann 1827 nahe dem höchsten Punkt der Insel der Bau eines 26 Feet (ca. 8 Meter) hohen Leuchtturms einschließlich eines Wohnhauses mit vier Räumen und separater Küche aus Bruchsteinen. Der Turm wurde von einer achteckigen, eisernen Laterne gekrönt, in der 10 mit Waltran betriebene Lampen und 15-zölligen (ca. 38 cm) Reflektoren ein kontinuierliches weißes Licht abstrahlte. Der Besitzer der Insel wurde für ein Jahresgehalt von 350 US-Dollar als Leuchtturmwärter angestellt, Streitigkeiten führten später zu juristischen Auseinandersetzungen um die Nutzungsrechte, in denen die Bundesregierung letztlich das Besitzrecht über 19 Acre (7,7 Hektar) einschließlich der Wegerechte zugesprochen bekam.
Wie bei vielen der vor 1850 errichteten Leuchttürme Maines kam beim Bau ungeeigneter Mörtel zum Einsatz, was zu Undichtigkeit und schließlich nach nur 25 Jahren zur kompletten Rekonstruktion führte. Dabei traf es das Haus des Leuchtturmwärters wesentlich härter, dieses wurde bereits 1837 und dann nochmals 1855 ersetzt. Im Rahmen der letzten Rekonstruktion wurde ein wesentlich vergrößertes Holzgebäude errichtet, welches bis zum heutigen Tage existiert. 
Der heute noch in Betrieb befindliche Leuchtturm wurde aus Ziegeln errichtet und erreicht eine Höhe von 43 Feet (etwa 13,1 Meter). Das weiße, von einer Fresnel-Linse vierter Ordnung abgestrahlte  Blinklicht ist über eine Distanz von mindestens 10 Seemeilen sichtbar. Die Ummantelung des Turms wurde 1903 durch eine weitere Schicht Ziegel ergänzt.
1966 erfolgte die Umstellung auf automatisierten Betrieb, die Administration der Insel ging auf den National Park Service über, der Leuchtturm selbst wurde aber nach wie vor von der US Coast Guard betrieben. 
Die Einstellung des Betriebs wurde erstmals 1991 geprüft, Beschwerden führten zur vorläufigen Aufrechterhaltung des Betriebs, doch bereits 1997 folgte ein weiteres Prüfungsverfahren. Letztlich wurde im Jahr 2002 der Betrieb durch die US Coast Guard eingestellt und durch eine Boje vor der Küste ersetzt.  

## Tourismus
Die Insel ist heute Bestandteil des Acadia National Parks, ein Besuch ist außer im Rahmen der im Sommer durchgeführten Bootstouren normalerweise nicht möglich. Gute Beobachtungspunkte sind aufgrund der Lage des Leuchtturms rar, vom Ende des Wonderland Trails nahe dem Leuchtturm von Bass Harbor Head ist es möglich, das etwa 5,5 Meilen (ca. 9 km) östlich gelegenen Bauwerk zu betrachten, Great und Little Cranberry Island erlauben ebenso wie die sommerlichen Bootsausflüge einen Blick aus kürzerer Distanz.

## Leuchtturmwärter
1828–1848 William Gilley
1849–1853 John Rich
1853–1860 Joseph Bunker
1860–1861 John Bunker
1861–1867 Freeman G. Young
1867–1883 Alden H. Jordan
1883–1888 Roscoe G. Lopaus
1888–1902 Howard P. Robbins
1902–1912 George Connors
1912–? Vurney L. King 
?–1936 Joseph Muise
1936–1944 F. Faulkingham 
1944–1945 Wayne Edson Holcomb (US Coast Guard) 
1945–195? Ernest Mathie 
195?–195? (Eugene?) Coleman 
195?–195? ? Clements